# Rakówek (Przerośl)
Rakówek (litauisch Rakuvekas) ist ein Dorf in der polnischen Woiwodschaft Podlachien. Es liegt im Kreis Suwałki und gehört zur Landgemeinde Przerośl.

## Geographie
Rakówek liegt im Nordosten Polens und befindet sich südlich der – zur Woiwodschaft Ermland-Masuren gehörenden – Rominter Heide (polnisch: Puszcza Romincka) auf dem Gebiet der Woiwodschaft Podlachien. Die Grenze zwischen beiden Woiwodschaften bildete einst die Staatsgrenze zwischen dem Deutschen Reich und Polen.

## Geschichtliches
In der Zeit zwischen dem 8. und dem 19. Jahrhundert lag Rakówek auf dem Terrain der Litauer im Gebiet des westbaltischen Stammes der Jatwinger (auch: Sudauer). Vom 13./14. Jahrhundert an war es in das Großfürstentum Litauen eingegliedert, das bis 1569 bestand. Der sowjetisch-litauische Friedensvertrag vom 12. Juli 1920 regelte die Zugehörigkeit zu Litauen.
Heute gehört die Region um Suwałki zu Polen, bildete zwischen 1975 und 1998 die Woiwodschaft Suwałki, die danach in der Woiwodschaft Podlachien aufging. Rakówek ist eine von 24 Ortschaften mit Schulzenamt (sołectwo) im Verbund der Gmina Przerośl im Powiat Suwalski.

## Kirche
Die mehrheitlich in Rakówek lebenden Katholiken sind in die Pfarrei Przerośl eingegliedert. Sie gehört zum Dekanat Filipów im  Bistum Ełk (Lyck) der Katholischen Kirche in Polen.
Die wenigen evangelischen Kirchenglieder sind in die Pfarrei Suwałki in der Diözese Masuren der Evangelisch Augsburgischen Kirche in Polen einbezogen.

### Evangelischer Friedhof
Als besonderes historisches Monument gilt der aus dem 19. Jahrhundert stammende evangelische Friedhof (cmentarz ewangelicki), der unter besonderem Schutz steht.

## Bildergalerie

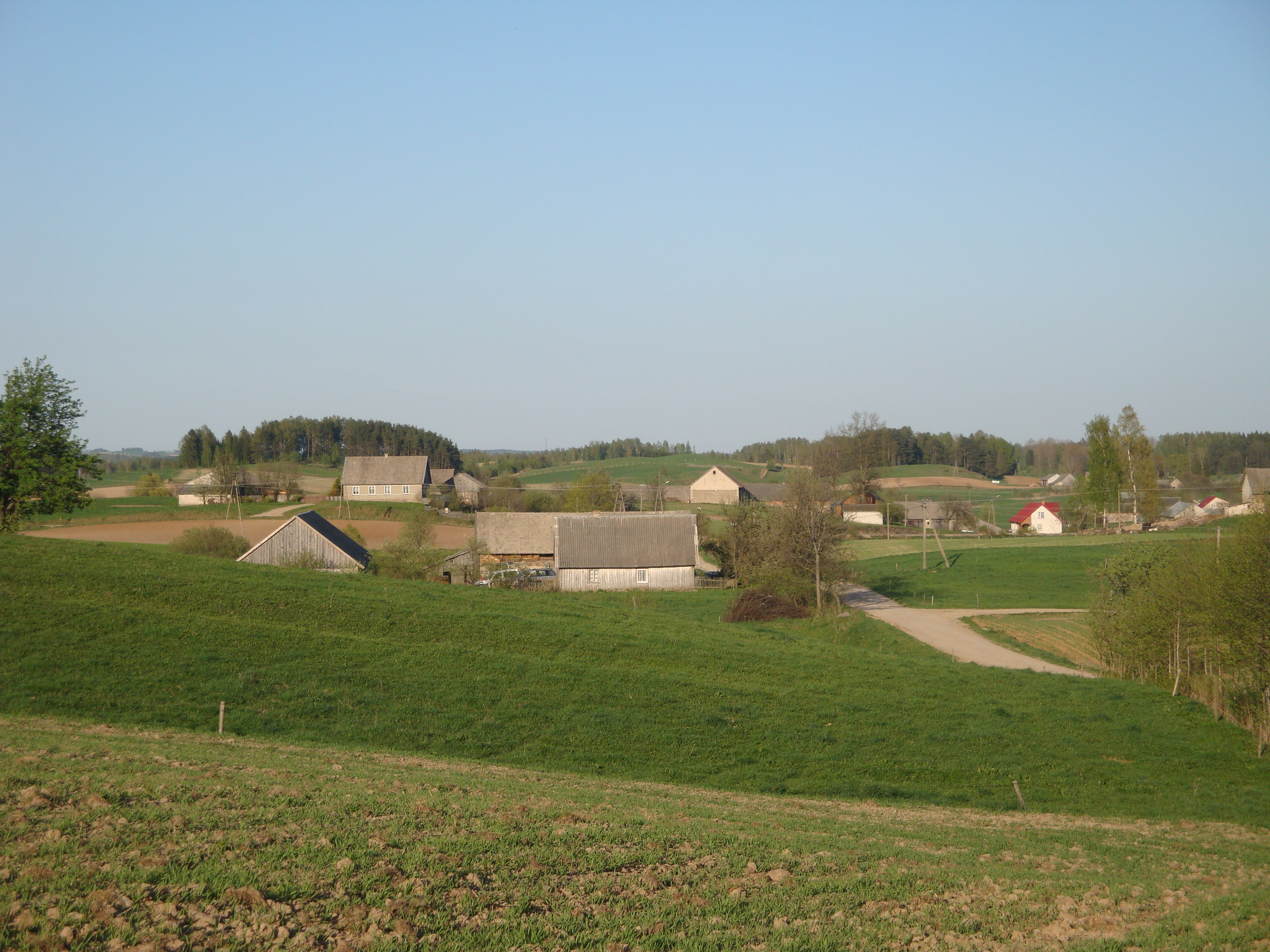
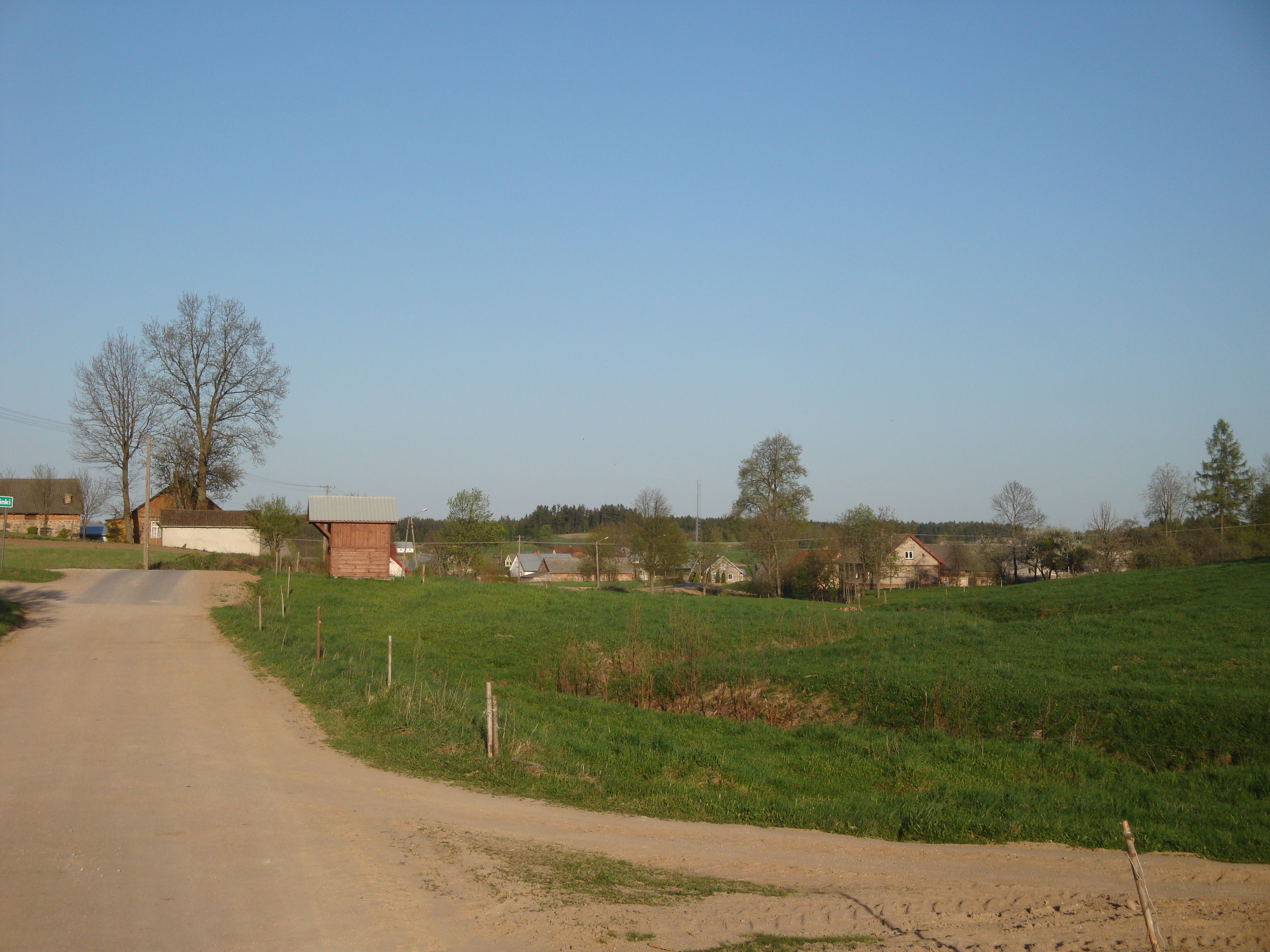

Blick auf Rakówek: